# Rohden (Hessisch Oldendorf)
Rohden ist ein Ort in der Gemeinde Hessisch Oldendorf und hat 660 Einwohner. 

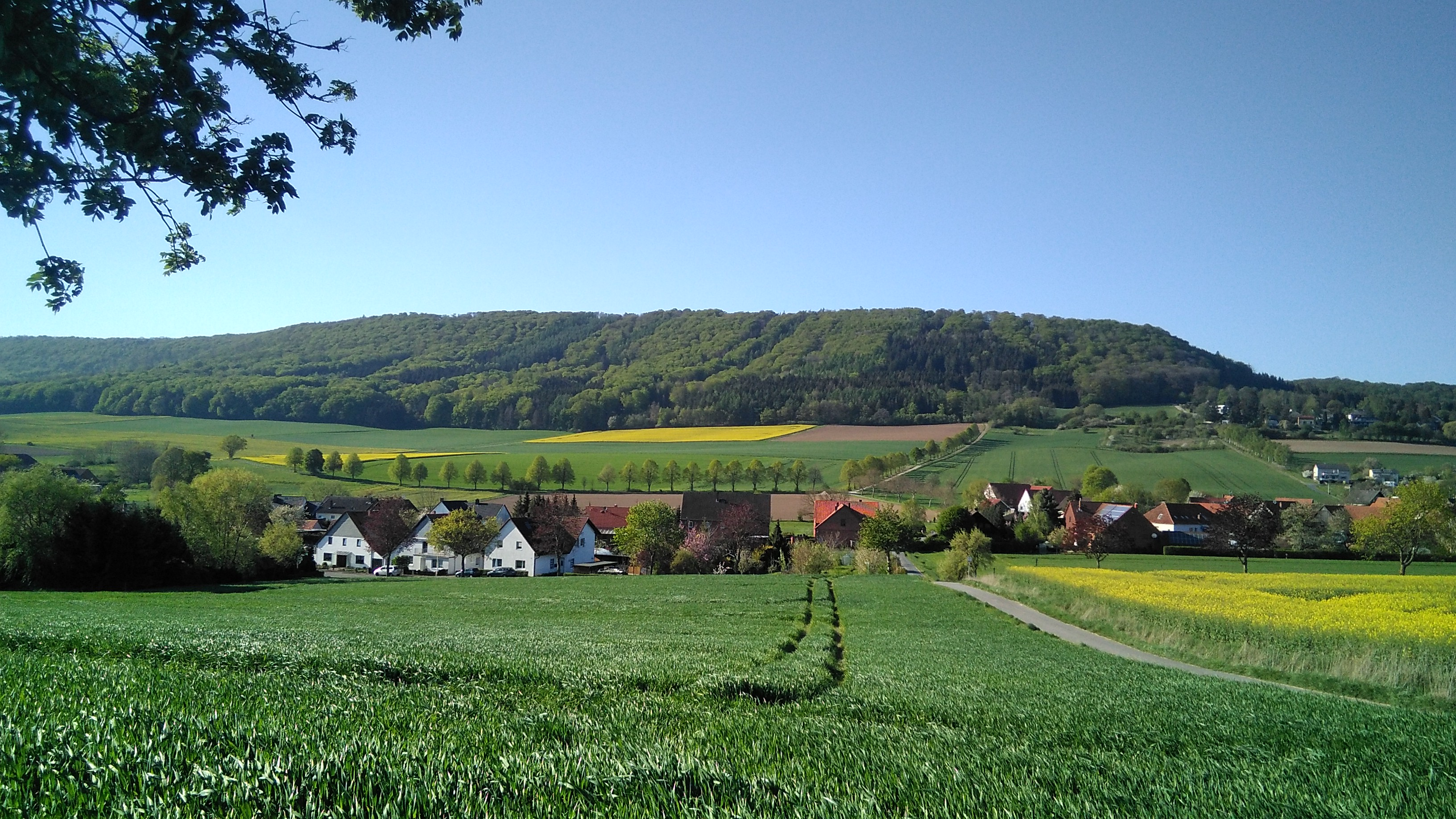
Blick vom Berg auf Rohden bei Hessisch Oldendorf

Er befindet sich im Naturpark Weserbergland Schaumburg-Hameln etwa 4 Kilometer nördlich von Hessisch Oldendorf und 15 Kilometer nordwestlich der Kreisstadt Hameln. Durch Rohden verläuft die Landesstraße 434.

## Geschichte
Rohden wurde erstmals 1015 in einer Urkunde erwähnt.
Der Ort besitzt eine bemerkenswerte Steinkiste aus der Jungsteinzeit. Weiterhin befinden sich am Rohdener Bach zwei Herrenmühlen der Grafen von Schaumburg aus dem 10. Jahrhundert. Nahe dem Ort liegt auf einem Plateau des Amelungsberges die abgegangene Höhenburg Burg Roden.
In Rohden (Hessisch Oldendorf) wurde um 1560 eine Hexenverfolgung durchgeführt: Die Dieckmann wurde in einem Hexenprozess angeklagt. Sie legte ein Geständnis unter der Folter ab und wurde wahrscheinlich verbrannt.